# Освајачи олимпијских медаља у атлетици — маратон за жене
Дисциплина маратон у женској конкутенцији је на програму атлетских такмичења Летњих олимпијскии играра од 1984. у Лос Анђелесу свим играма до данас. Навише успеха у појединачној конкуренцији су имала је Роза Мота (Португалија) са две медаље (злата и бронзана). Са по две медаље су и Катрин Ндереба (Кенија 2 сребрне) и Јуко Аримори (Јапан, сребрна и бронзана). У екипној конкуренцији најбоље маратонке Јапана са 4 освојених медаља од којих су две златне.
Освајачице олимпијских медаља у маратону за жене са постигнутим резултатима дате су у следећој табели. Резултати су приказани у формату: сати:минути:секунде.
| Дисциплина                  |                                                   | Резултат   |                              | Резултат |                                         | Резултат |
| Лос Анђелес 1984. детаљи    | Џоан Беноа Самјуелсон · Сједињене Америчке Државе | 2:24,52 ОР | Грете Вајц · Норвешка        | 2:26,18  | Роза Мота · Португалија                 | 2:26,57  |
| Сеул 1988. детаљи           | Роза Мота · Португалија                           | 2:25,40    | Лиса Мартин · Аустралија     | 2:25,43  | Катрин Дере · Источна Немачка           | 2:26,21  |
| Барселона 1992. детаљи      | Валентина Јегорова · Уједињени тим                | 2:32,41    | Јуко Аримори · Јапан         | 2:32,49  | Лорен Молер · Нови Зеланд               | 2:33,59  |
| Атланта 1996. детаљи        | Фатума Роба · Етиопија                            | 2:26,05    | Валентина Јегорова · Русија  | 2:28,05  | Јуко Аримори · Јапан                    | 2:28,39  |
| Сиднеј 2000. детаљи         | Наоко Такахаши · Јапан                            | 2:23,14 ОР | Лидија Симон · Румунија      | 2:23,22  | Џојс Чепчумба · Кенија                  | 2:24,25  |
| Атина 2004. детаљи          | Мизуки Нагучи · Јапан                             | 2:26,20    | Катрин Ндереба · Кенија      | 2:26,32  | Дина Кастор · Сједињене Америчке Државе | 2:27,20  |
| Пекинг 2008. детаљи         | Константина Томеску · Румунија                    | 2:26,44    | Катрин Ндереба · Кенија      | 2:27,06  | Чунгсју Жу · Кина                       | 2:27,07  |
| Лондон 2012. детаљи         | Тики Гелана · Етиопија                            | 2:23:07 ОР | Приска Џепто · Кенија        | 2:23:12  | Татјана Петрова Ахрипова · Русија       | 2:23:29  |
| Рио де Жанеиро 2016. детаљи | Џемајма Џелагат Сумгонг Кенија                    | 2:24:04    | Јунис Џепкируи Кирва Бахреин | 2:24:13  | Маре Дибаба Етиопија                    | 2:24:30  |
| Токио 2020. детаљи          | Перес Џепчирчир Кенија                            | 2:27:20    | Бриџит Косгеи Кенија         | 2:27:36  | Моли Зајдл Сједињене Америчке Државе    | 2:27:46  |
| Париз 2024. детаљи          | Сифан Хасан Холандија                             | 2:22:55 ОР | Тигист Асефа Етиопија        | 2:22:58  | Хелен Обири Кенија                      | 2:23:10  |
| Лос Анђелес 2028.           |                                                   |            |                              |          |                                         |          |

## Биланс олимпијских медаља у дисциплини маратон за жене
Стање после ЛОИ 2024.
|     | Држава           | Злато | Сребро | Бронза |    |
| --- | ---------------- | ----- | ------ | ------ | -- |
| 1.  | Кенија           | 2     | 4      | 2      | 8  |
| 2.  | Јапан            | 2     | 1      | 1      | 4  |
| 2.  | Етиопија         | 2     | 1      | 1      | 4  |
| 4.  | Румунија         | 1     | 1      | -      | 2  |
| 5.  | Сједињене Државе | 1     | -      | 2      | 3  |
| 6.  | Португалија      | 1     | -      | 1      | 2  |
| 7.  | Уједињени тим    | 1     | -      | -      | 1  |
| 7.  | Холандија        | 1     | -      | -      | 1  |
| 9.  | Русија           | -     | 1      | 1      | 2  |
| 10. | Аустралија       | -     | 1      | -      | 1  |
| 10. | Норвешка         | -     | 1      | -      | 1  |
| 12. | Источна Немачка  | -     | -      | 1      | 1  |
| 12. | Кина             | -     | -      | 1      | 1  |
| 12. | Нови Зеланд      | -     | -      | 1      | 1  |
| 12. | Бахреин          | -     | -      | 1      | 1  |
|     | Укупно 15 земаља | 11    | 11     | 11     | 33 |